# Classificazione di Mondchasky

## Introduzione
Secondo Mondchasky, una classificazione razionale dei fattori ecologici deve considerare il grado di perfezionamento degli adattamenti, che sono tanto migliori quanto antiche. Egli distinse tre fattori.

### Fattori periodici Primari
L'adattamento è basato dall'influenza che hanno fattori periodici sugli esseri viventi, quali rotazione terrestre, stagioni, lune etc.
Altri fattori periodici primari sono la temperatura, l'illuminazione e il ritmo delle maree, essi sono importanti perché delimitano le aree di ripartizione delle specie nel globo. I fattori periodici primari inducono reazioni d'adattamento simili in tutti i gruppi anche se molto lontani tra loro. Diadromus varicolor Wesmael, 1845 (Hymenoptera) subisce variazioni di fertilità e la fecondità se si sottopongono le femmine in un ambiente che subisce cambiamenti ciclici di umidità e temperatura, rispetto a femmine della stessa specie in condizioni stabili.

### Fattori periodici Secondari
Le variazioni dei fattori periodici secondari sono la conseguenza delle variazioni dei fattori periodici primari, più sono stretti, più la periodicità del fattore secondario si manifesta regolarmente. 
Un importante fattore periodico secondario è l'alimentazione di origine vegetale la cui periodicità è legata al ciclo della vegetazione. I cambiamenti e le modificazioni stagionali dei predatori o parassiti sono fattori periodici secondari.
Sono meno antichi rispetto all'adattamento ai fattori periodici primari (L'umidità relativa dell'aria è diventata un fattore ecologico per gli esseri viventi quando si sono adattati alla vita terrestre)

### Fattori non periodici
Sono fattori che non esistono normalmente nell'habitat di un organismo e vi appaiono bruscamente. Di conseguenza non sono possibili adattamenti. Il disturbo antropico, ad esempio